# Paul Côté
Paul Thomas Côté II (* 28. Januar 1944 in Vancouver; † 19. Juli 2013 ebenda) war ein kanadischer Friedensaktivist, Unternehmer und Segler.

## Werdegang
Er besuchte das katholische Vancouver College und besuchte daraufhin die University of British Columbia, an der er einen Abschluss in Rechtswissenschaften erwarb. Während seiner Studienzeit engagierte er sich bereits für die Friedensbewegung. Um eine Serie von Atombombentests zu verhindern gründete er mit anderen Atomkraftgegnern, darunter Irving Stowe und Jim Bohlen, Anfang der 1970er-Jahre in Vancouver das Don’t Make a Wave Committee. Aus diesem Entstand kurz darauf Greenpeace, zu dessen Mitbegründern Côté zählte. 1973 stieg Côté aus seiner Arbeit bei Greenpeace aus und betätigte sich als Unternehmer. So gründete er unter anderem Genstar Development Company und die Newland Group.

## Segelerfolge
Paul Côté, der Mitglied im Royal Vancouver Yacht Club war, nahm in der Bootsklasse Soling an den Olympischen Spielen 1972 in München teil. Gemeinsam mit John Ekels war er Crewmitglied von Skipper David Miller und gewann mit diesen die Bronzemedaille, als sie die im Olympiazentrum Schilksee in Kiel stattfindende Regatta dank 47,1 Punkten hinter dem von Harry Melges angeführten US-amerikanischen und dem von Stig Wennerström angeführten schwedischen Boot auf dem dritten Platz beendeten. Ein Jahr später gewannen sie zusammen die nordamerikanischen Meisterschaften, ehe die Crew nach Millers Karriereende auseinanderging. 1989 wurde er wie Miller und Ekels in die British Columbia Sports Hall of Fame aufgenommen.

## Familie
Côté war zweimal verheiratet und hatte drei Kinder sowie zum Zeitpunkt seines Todes drei Enkelkinder. Darüber hinaus hatte er sieben Geschwister.